# Elfdalens hembygdsförening
Elfdalens Hembygdsförening är en hembygdsförening i Älvdalens kommun.
Föreningen sköter bland annat hembygdsmuseet Rots Skans. Man ger även ut föreningstidningen Skansvakten som är en av Sveriges äldsta hembygdstidningar och har utkommit sedan år 1916.